# Pleistocene inferiore
Il Pleistocene inferiore (costituito dal Gelasiano e dal Calabriano) è una suddivisione dell'epoca del Pleistocene nella scala dei tempi geologici. L'inizio dello stadio viene definito a 2,588 Ma (milioni di anni fa), mentre la fine dello stadio coincide con l'ultima inversione del campo magnetico terrestre 781.000 ± 5.000 anni fa.  Originalmente il Calabriano fu uno stadio faunistico europeo principalmente basato sui fossili di molluschi.  Esso è stato classificato all'interno dello stadio geologico chiamato Pleistocene inferiore, e inizialmente come il suo equivalente.  Tuttavia, molti assembramenti faunistici di mammiferi del Pleistocene inferiore iniziano dal Gelasiano. Per esempio, il Platygonus e altra fauna blancana appaiono prima nel Gelasiano.

## Storia della definizione del Calabriano
Poiché le conchiglie marine sono i fossili molto più abbondanti, i paleontologi del XIX e inizio del XX secolo usavano i Mollusca (molluschi, numerosi e ben differenziabili) e i Brachiopodi per identificare i limiti stratigrafici. Perciò il Calabriano fu originariamente definito come un assembramento di molluschi fossili, essendosi la maggior parte dei brachiopodi estinta proprio in questo periodo.  Furono allora studiati approfonditamente per trovare la migliore rappresentazione di questo assembramento in una sezione stratigrafica. Nel 1948 gli scienziati usarono l'apparizione iniziale degli animali invertebrati (settentrionali) d'acqua fredda nei sedimenti marini del Mediterraneo come marcatori dell'inizio del Calabriano. Il 18º Congresso Geologico Internazionale a Londra (1948) pose la base del Pleistocene alla base degli strati marini dello stadio faunistico calabriano, e denominò una sezione tipo nell'Italia meridionale.  Tuttavia, venne scoperto che la sezione tipo originale era discontinua a quel punto e che la base dello stadio Calabriano come definita dagli assembramenti di fauna si estendeva a livelli più antichi nell'arco del Pleistocene.
Una nuova sezione tipo fu scelta, a molte miglia da quella originale, a Vrica, 4 km a sud di Crotone in Calabria, Italia meridionale. L'analisi degli isotopi di stronzio e ossigeno come pure dei foraminiferi planctonici ha confermato la conformità dell'attuale sezione tipo.  Il 27º Congresso Geologico Internazionale a Mosca nel 1984 formalmente ratificò questa sezione tipo. La data iniziale fu originariamente stabilita a circa 1,65 milioni di anni fa, ma è stata ricalcolata a 1,806 Ma (milioni di anni).

## Definizione formale attuale
Il Global Boundary Stratotype Section and Point, GSSP, per l'inizio del Pleistocene è in una sezione di riferimento a Vrica, 4 km a sud di Crotone, in Calabria, Italia meridionale, una località la cui esatta datazione è stata recentemente confermata dall'analisi degli isotopi di stronzio e ossigeno come pure dai foraminiferi planctonici.
Da ciò deriva che l'inizio del Pleistocene inferiore viene definito proprio sopra il vertice della cronozona della polarità magnetica C2n (Olduvai) e il livello di estinzione dei nanofossili calcarei Discoaster brouweri (Zone base CN13).  Al di sopra del confine sono gli accadimenti minimi del nanofossile calcareo medio Gephyrocapsa spp. e il livello di estinzione del foraminifero planctonico Globigerinoides extremus.
Il limite superiore del Pleistocene inferiore viene definito come l'evento dell'inversione magnetica Brunhes-Matuyama.

## Problemi di nomenclatura
È più chiaro riferirsi al così correntemente definito Pleistocene inferiore come Calabriano, poiché la sezione tipo è Calabriana, ma, ancora più importante, perché il confine inferiore del Pleistocene è attualmente in fase di discussione.  La maggior parte dei climatologi e geologi preferirebbero una data iniziale di circa 2,58 Ma come più rappresentativa della frattura tra il Pliocene e il Pleistocene.